# Una bella vacanza
Una bella vacanza (Two Weeks Vacation) è un film del 1952 diretto da Jack Kinney. È un cortometraggio animato della serie Goofy, prodotto dalla Walt Disney Productions, uscito negli Stati Uniti il 31 ottobre 1952 e distribuito dalla RKO Radio Pictures.

## Trama
Pippo lavora in ufficio e aspetta con ansia che arrivi mezzogiorno, per poter iniziare le sue due settimane di vacanza. Una volta andatosene, prende la sua macchina e inizia a viaggiare nel deserto; dopo alcune disavventure il Sole tramonta e Pippo cerca un motel per trascorrere la notte.  Dopo aver trovato un posto per dormire, viene svegliato da un treno in arrivo ed è costretto ad andarsene. Ripresa la macchina, Pippo trova la strada bloccata da una roulotte già incontrata in precedenza; dopo averla sorpassata, scopre che non c'è nessuno alla guida e, cercando di allontanarsi, viene proiettato sull'automobile che traina la roulotte, lasciando la sua in mezzo alla strada. Poco dopo Pippo viene arrestato; ciononostante è contento di potersi rilassare e mangiare.

## Distribuzione

### Edizioni home video

#### VHS
- Le vacanze di Pippo (giugno 1986) [1]
- Le vacanze di Pippo (settembre 1989) [2]

#### DVD
Il cortometraggio è incluso nei DVD Walt Disney Treasures: Pippo, la collezione completa ed Extreme Adventure Fun.